# 3202 Graff
3202 Graff (A908 AA) là một tiểu hành tinh nằm phía ngoài của vành đai chính được phát hiện ngày 3 tháng 1 năm 1908 bởi Max Wolf ở Heidelberg.